# Río Mayabeque
Der Rio Mayabeque ist der größte und wichtigste Fluss der Provinz Mayabeque in Kuba, der von Norden nach Süden verläuft. An seinem Ufer liegt die historische Stadt Güines. Sein Wasser endet am Ufer der Playa Mayabeque in Melena del Sur.

## Vegetation
Unter den Pflanzen, die an den Ufern des Flusses wachsen, finden sich viele Bäume und Sträucher verschiedener Arten, unter anderem Mangrove.

## Geschichte
Die früheste Erwähnung datiert 1509, nur 17 Jahre nach der Ankunft der ersten Europäer in Kuba.

## Galerie

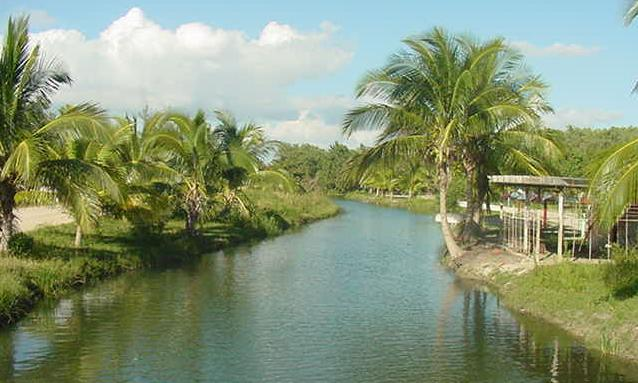
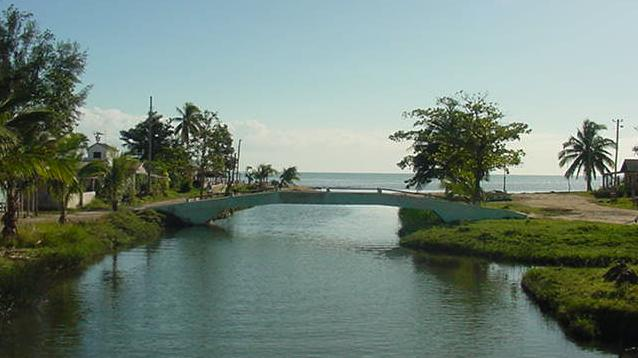
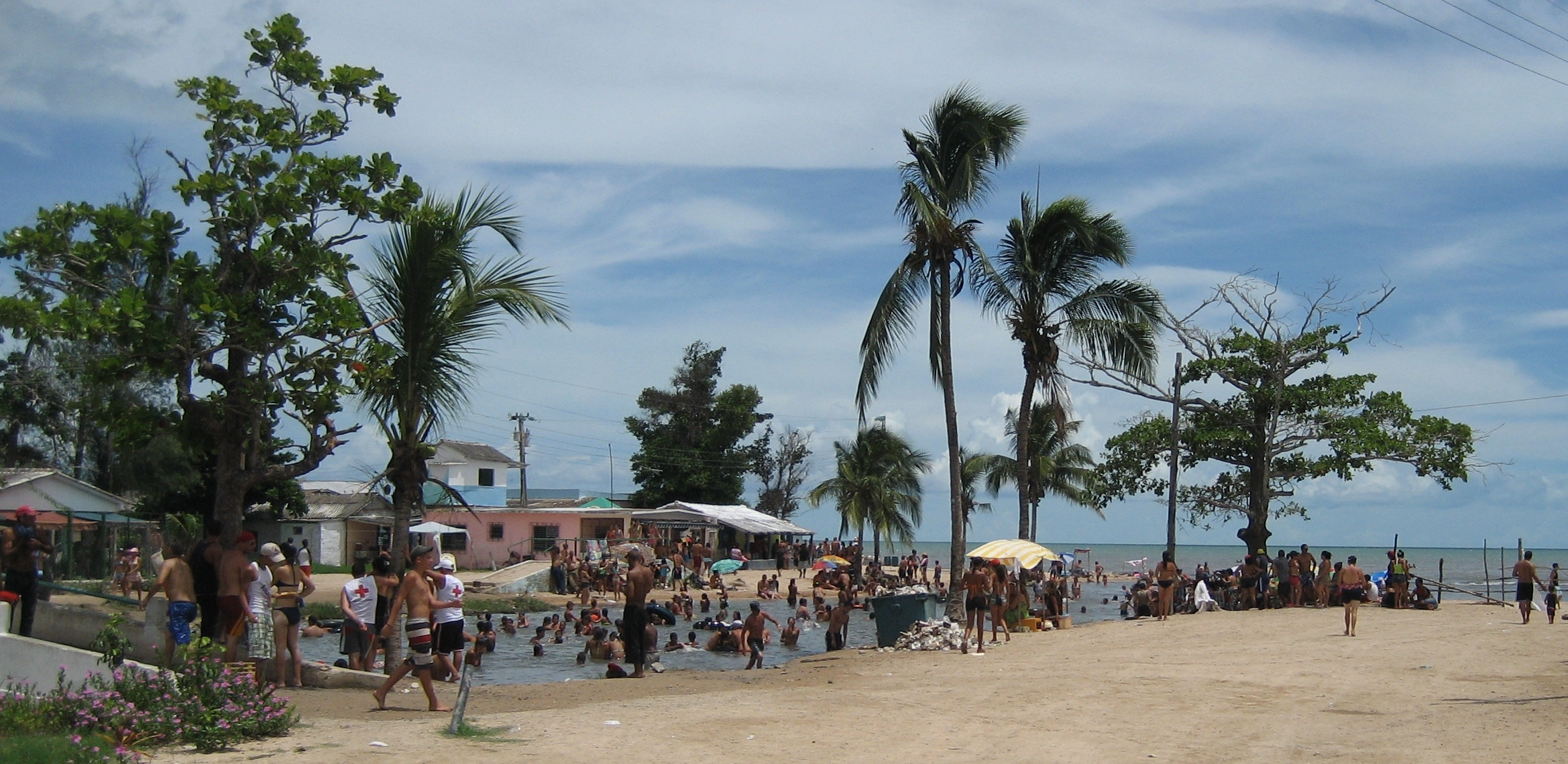

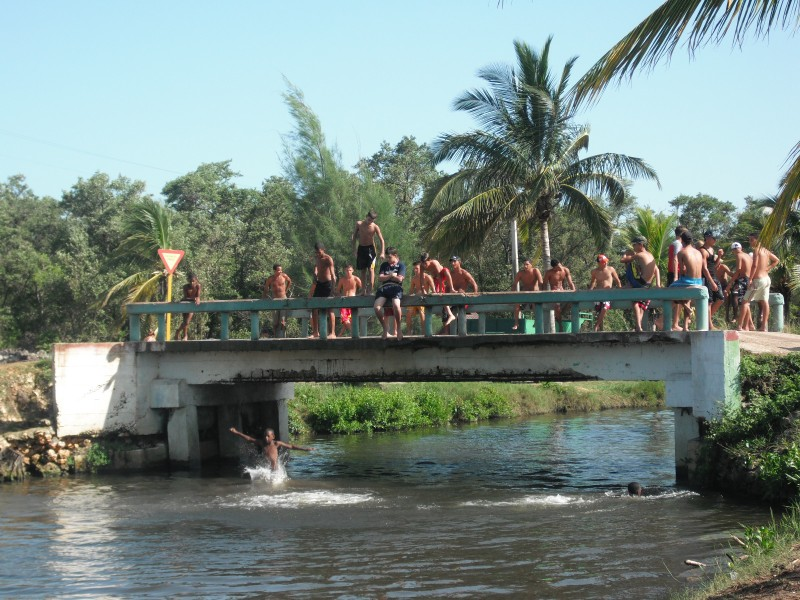
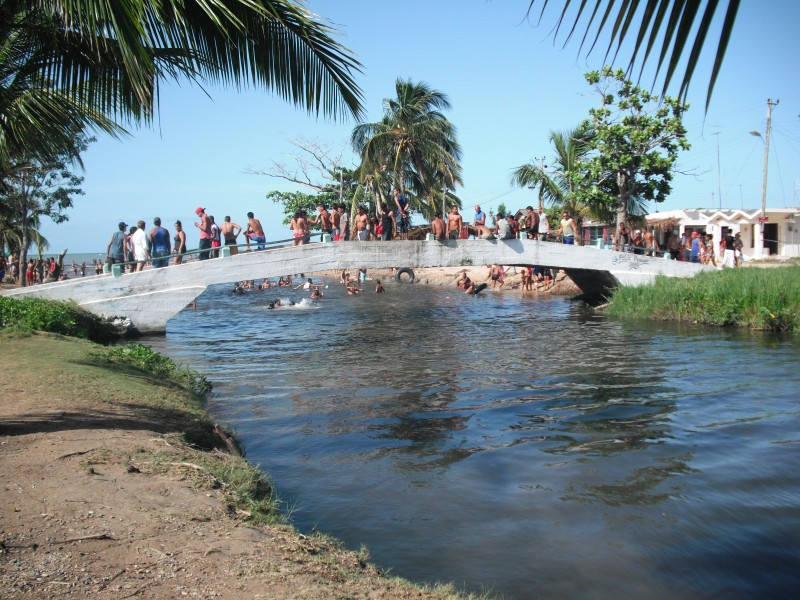
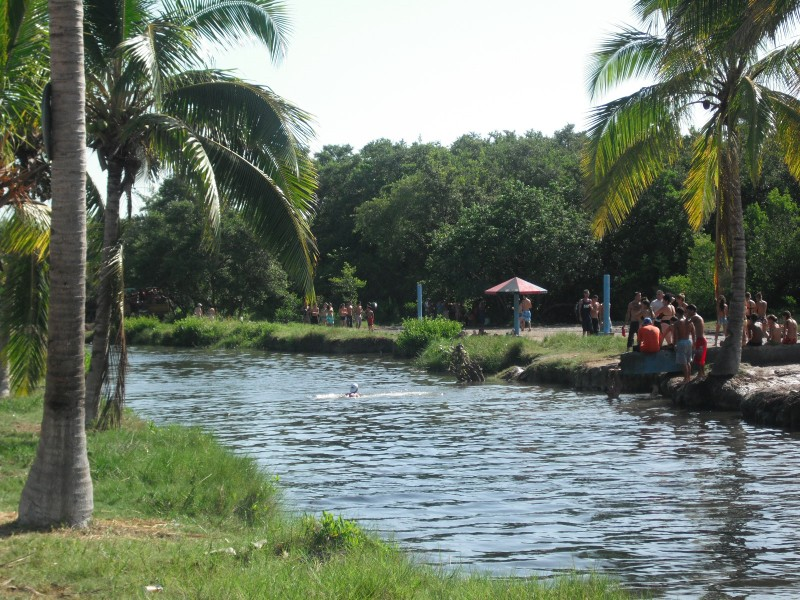